# Stop Cop City
Stop Cop City (SCC) ou Defend the Atlanta Forest (DTF) est un mouvement décentralisé d'Atlanta, Géorgie, États-Unis, dont l'objectif est d'empêcher la construction du Centre de Formation à la Sécurité Publique d'Atlanta, par la Fondation de la Police d'Atlanta et la ville d'Atlanta. L'emplacement proposé pour le centre est l'ancienne ferme-prison d'Atlanta, et les opposants au centre s'inquiètent du développement de la police dans la ville, qui a connu plusieurs manifestations contre la violence policière après le meurtre de George Floyd en 2020 et celui de Rayshard Brooks, tous deux perpétrés par des agents de police,.
Les partisans du centre de formation affirment que le projet est nécessaire pour améliorer le moral des policiers et lutter contre la criminalité. Ils affirment qu'il n'y a pas d'autre emplacement possible pour le centre de formation et que l'ancienne ferme-prison d'Atlanta « n'est pas une forêt ». Les détracteurs du centre de formation affirment que l'augmentation des ressources et de la présence policière « exacerbera les disparités économiques et l'effondrement écologique, alors que Cop City équipera la police pour préserver ces tensions ». Le 18 janvier 2023, des agents de la Georgia State Patrol ont abattu Manuel Esteban Paez Terán de 53 balles lors d'une descente dans le campement occupé.

## Contexte
En 2020, dans le cadre du mouvement Black Lives Matter et de la réponse nationale au meurtre de George Floyd, Atlanta a été le théâtre d'une série de manifestations de plusieurs mois contre les brutalités policières,,. Moins de trois semaines après que le policier de Minneapolis Derek Chauvin a assassiné Floyd sur la voie publique, un policier d'Atlanta a abattu un habitant, Rayshard Brooks, ce qui a provoqué des révoltes, un scandale national et des appels à dé-financer la police.
Les critiques à l'égard de la police et les troubles qui en découlent ont sapé le moral des policiers. Les autorités affirment que la ville est confrontée à une hausse de la criminalité, avec 149 homicides en 2021, soit le plus grand nombre d'homicides en une seule année depuis les années 1990, bien que les données de compilation de la criminalité de la ville montrent une baisse de la criminalité globale et une tendance mitigée en ce qui concerne les homicides sur la période allant de 2009 à aujourd'hui. Les défenseurs du centre de formation proposé ont déclaré que le projet était une tentative de résoudre ces problèmes,.
Le centre de formation proposé, d'une valeur de 90 millions de dollars, comprendrait un stand de tir et un village fictif, ce qui a valu au projet d'être surnommé « cop city » (ville des flics). La ville devrait payer un tiers du coût, la Fondation de la police d'Atlanta (APF) se chargeant des deux-tiers restants. Les plans de l'installation de 85 acres (34 ha) ont été annoncés en 2017. L'APF indique sur son site web que le projet fournit « les installations nécessaires pour former efficacement les forces de l'ordre du 21e siècle responsables de la sécurité publique dans une grande ville urbaine ».
Cox Enterprises est une entreprise qui investit dans le centre d'entraînement et possède le principal quotidien de la ville, The Atlanta Journal-Constitution, qui a publié de nombreux éditoriaux en faveur du centre.

### La ferme prison
Le site proposé pour l'installation est l'Old Atlanta Prison Farm (OPF), qui, selon une étude réalisée en 2021, a été le théâtre d'atrocités commises dans le passé par le système pénitentiaire,. Une étude antérieure, réalisée en 1999, ne mentionnait pas d'atrocités passées, mais recommandait que la zone soit préservée et inscrite au Registre national des lieux historiques. Les activistes de la DTF se sont opposés à l'installation de la police sur le site de violations historiques des droits de l'Homme,. Les organisations environnementales et les défenseurs de la justice environnementale ont proposé de conserver l'OPF comme pièce maîtresse d'un espace vert urbain de 14 km2 appelé South River Forest,. Atlanta connaît des « disparités massives » en matière d'espaces verts, les quartiers majoritairement afro-américains tels que celui qui entoure l'OPF étant dotés de parcs moins nombreux et plus petits.

## Chronologie

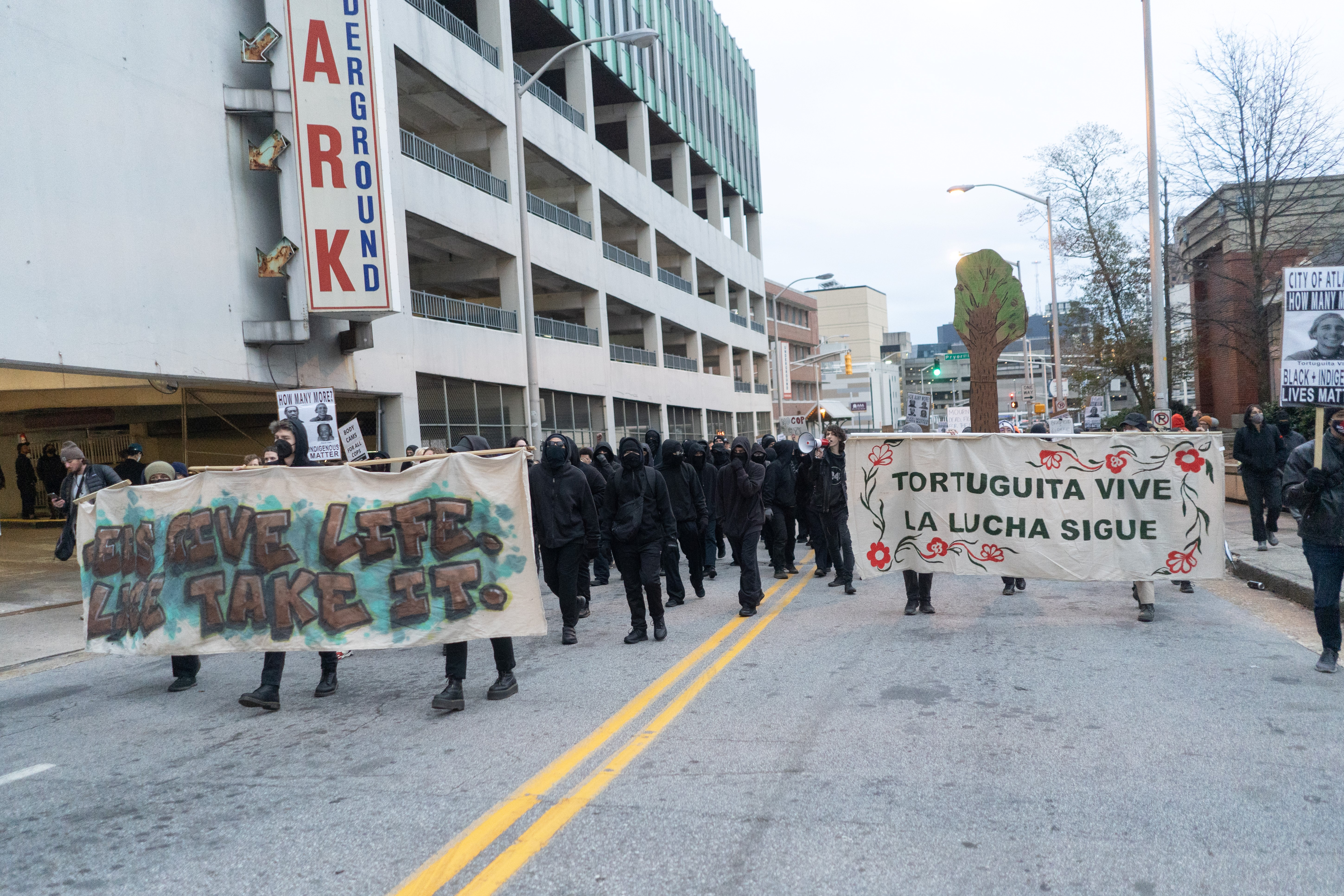
Stop Cop City protests in Atlanta in January 22, 2023

Le centre d'entraînement de l'APF est contesté par une coalition de groupes environnementaux, d'associations de quartier, d'écoles locales et de groupes de défense de la justice raciale. Les plans ont été approuvés par la ville en septembre 2021 après 17 heures de consultation publique de la part de plus de 1 100 résidents, dont 70 % se sont opposés au projet. Les habitants ont exprimé leur inquiétude quant au caractère confidentiel de la procédure d'approbation et à la faible participation des communautés concernées. La ville a nommé un comité consultatif communautaire et le maire d'Atlanta, Andre Dickens, a déclaré qu'il y avait "beaucoup de place pour la contribution". Le comité consultatif ne comprend pas de représentants des groupes environnementaux, mais des représentants des services de police et d'incendie, ainsi que de l'administration Dickens. Un critique virulent de l'installation a été retiré du comité consultatif.
Les habitants qui soutiennent la construction du centre d'entraînement ont déclaré qu'ils voulaient une force de police bien formée et qu'ils espéraient que le projet rendrait leurs communautés plus sûres.
Les partisans du DTF ont mené des mouvements de désinvestissement contre les entreprises sponsors du FPA, et quatre campagnes de « semaine d'action » en 2021-22 comprenant de la musique, des collectes de fournitures, des partages de compétences et des leçons d'histoire sur la région. Des dizaines de groupes communautaires locaux et d'organisations régionales se sont opposés au projet,,.
Deux organisations environnementales, la South River Forest Coalition et la South River Watershed Alliance, ont intenté une action en justice contre le développement d'un complexe cinématographique.

### Actions de défense de la forêt
Depuis la fin de l'année 2021, la forêt contestée est occupée par des défenseurs de la forêt qui ont barricadé la zone et construit des cabanes pour empêcher l'abattage des arbres. Les défenseurs de la forêt ont eu plusieurs conflits avec la police, qui ont donné lieu à des arrestations. Ils ont également détruit des équipements utilisés par des promoteurs dans la forêt, vandalisé des biens appartenant à des sociétés liées à l'APF et aux studios Blackhall, et commis des incendies volontaires. En mai 2022, les bureaux de Brasfield & Gorrie à Birmingham (Alabama) ont été saccagés et le message « Drop Cop City Or Else » a été tagué sur le bâtiment.
Les positions politiques des défenseurs de la forêt DTF varient considérablement, mais plusieurs sources décrivent le mouvement comme étant sans chef et autonome, chaque participant agissant à sa convenance,,. L'abolition des prisons est une philosophie politique fortement représentée,.
Le 13 décembre 2022, un groupe de travail composé de plusieurs services de police a effectué une descente conjointe sur le site du centre d'entraînement. Cinq personnes ont été arrêtées et accusées de terrorisme intérieur. Le Bureau d'enquête de Géorgie (GBI) a déclaré que des fusées éclairantes, de l'essence et des engins explosifs avaient été trouvés dans la zone. Lorsque les journalistes ont demandé à la police si les engins explosifs étaient des feux d'artifice ou quelque chose de plus dangereux, la police a refusé de répondre.

### Fusillade mortelle par la police
Le 18 janvier 2023, la police de l'État de Géorgie et d'autres agences ont lancé un nouveau raid. Au cours de celle-ci, un policier a été blessé à la jambe et un manifestant, identifié comme Manuel Terán, surnommé « Tortuguita », a été tué par la police. La police a déclaré que Manuel Terán avait tiré sur elle sans avertissement. Deux journalistes indépendants qui avaient précédemment interviewé Terán, d'autres manifestants et la famille de Terán ont mis en doute le fait que Terán ait tiré en premier, soulignant l'absence d'images de la fusillade prises par des caméras corporelles et demandant une enquête indépendante,,,. L'analyse balistique du GBI a déterminé que le projectile retrouvé dans la blessure du policier correspondait à l'arme de poing trouvée en possession de Terán. Le GBI a déclaré qu'il n'y avait pas d'images de la fusillade filmées par des caméras corporelles, car les agents qui se trouvaient à proximité de l'incident ne portaient pas de caméras. Les agents de la Georgia State Patrol ne portent pas de caméras corporelles. Il existe des images de la suite des événements, car des agents d'autres agences les ont filmées. Il a été établi que l'arme de poing retrouvée avait été achetée légalement par Terán en septembre 2020. D'autres manifestants et la famille de Terán contestent le fait que ce dernier ait tiré avec une arme à feu.
Le 9 février, la police d'Atlanta a diffusé les images des caméras corporelles après la fusillade, où l'on entend un agent dire « Vous avez bousillé votre propre agent ». Ce commentaire a conduit certains à penser que le policier avait été blessé par un tir ami plutôt que par Terán,.
En mars, la famille de Terán a publié les résultats d'une autopsie indépendante révélant que Terán avait été abattu de quatorze balles alors qu'il était assis sur le sol, les jambes croisées et les mains levées en l'air,, à partir du constat de la trajectoire descendante des balles et des blessures de sorties de balle dans les deux paumes des mains.

### Manifestations de janvier 2023

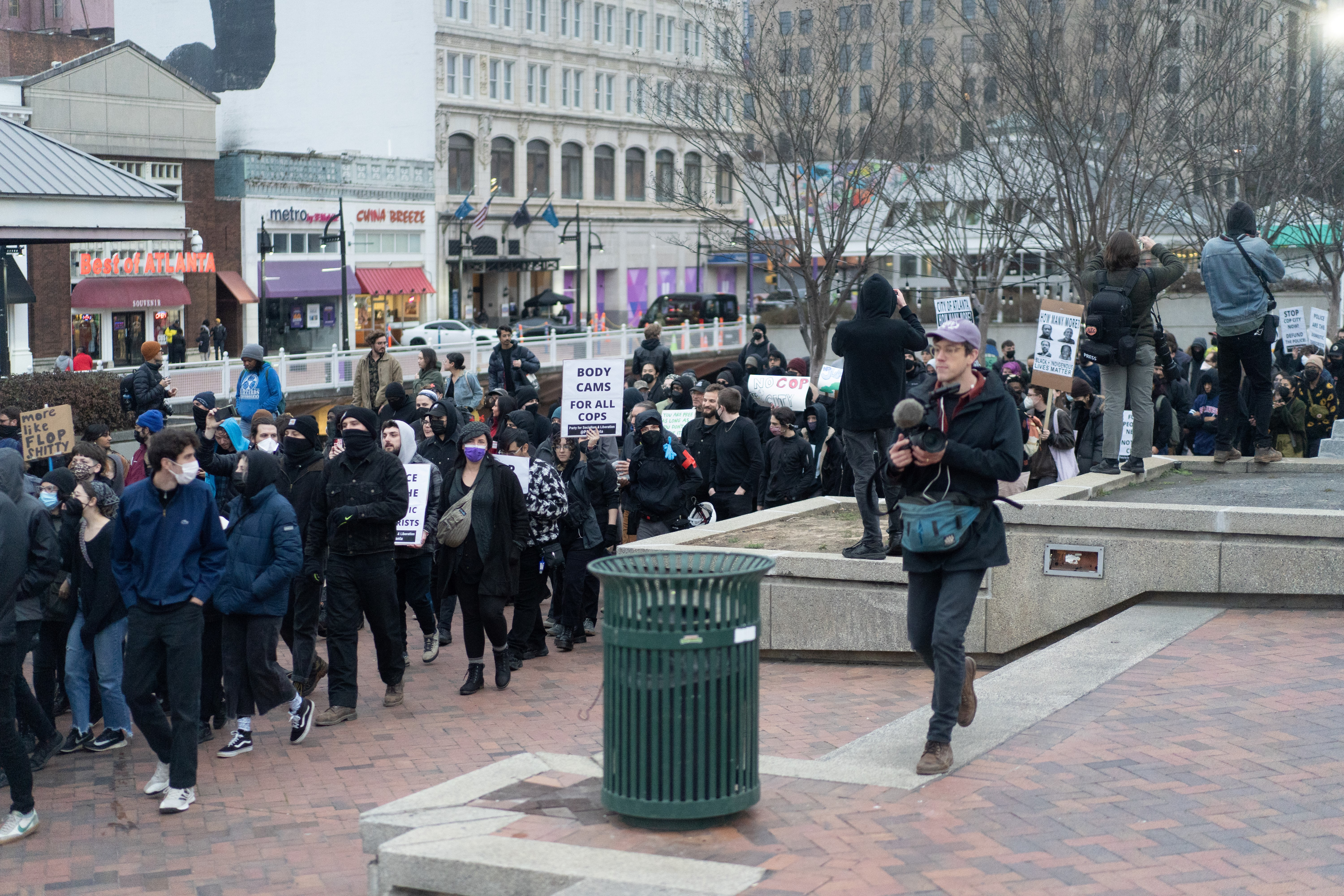
Stop Cop City protests in Atlanta on January 22, 2023

Le 21 janvier 2023, des manifestants sont partis d'Underground Atlanta vers Peachtree Street. À l'intersection avec Ellis St, certains manifestants ont endommagé des institutions qui soutiennent le projet et ont brûlé un véhicule de la police d'Atlanta. Six arrestations ont eu lieu. En réponse à la réprobation de ces actes, Stop Cop City a publié une déclaration selon laquelle « la destruction de matériel est fondamentalement différente de la violence. Tous les faits rapportés semblent viser explicitement les bailleurs de fonds ».
Des veillées et des manifestations importantes ont également eu lieu à Bridgeport, Minneapolis, Nashville, Philadelphie et Tucson du 20 au 22 janvier 2023. Certains manifestants ont peint des graffitis sur les bâtiments de Bank of America pour protester contre l'implication de la société dans le financement de la construction de l'installation.

### Manifestations de mars 2023
Une manifestation a eu lieu sur le site de construction de l'installation le 5 mars 2023. Plusieurs manifestants ont lancé des pierres et des bombes incendiaires, entraînant la destruction de plusieurs équipements de construction. La police a ensuite fait une descente au South River Music Festival, situé à proximité, et a arrêté 35 personnes, dont 12 ont été relâchées et 23 ont été inculpées de terrorisme intérieur. Les participants au festival ont accusé la police d'inculper de manière sélective des manifestants venant de l'extérieur de l'État, tout en relâchant des résidents de Géorgie, afin d'alimenter la thèse selon laquelle des « agitateurs extérieurs » auraient coordonné et contrôlé les manifestations.
Le mandat d'arrêt indique que des accusations de terrorisme intérieur ont été portées contre des personnes sur la base d'une cause probable, comme le fait d'avoir de la boue sur les pieds, et que les personnes ayant des numéros de téléphone d'aide juridique inscrits sur leur corps ont été considérées comme suspectes. Selon The Intercept, aucune information contenue dans les mandats ne permet de relier directement l'un des accusés à des actions illégales,. Le chef de la police d'Atlanta, Darin Schierbaum, a refusé de commenter cette allégation lorsque des journalistes l'ont interrogée.
En mai, trois militants ont été arrêtés et inculpés d'intimidation sur un policier et harcèlement moral, avec des peines pouvant aller jusqu'à 20 ans de prison, pour avoir diffusé des tracts et identifié le policier qui avait tiré sur Manuel Terán. Le même mois, trois autres militants ont été arrêtés et accusés de fraude caritative et de blanchiment d'argent pour avoir organisé un fonds de cautionnement légal. À la suite de ces arrestations, le procureur général de Géorgie, Chris Carr, s'est engagé à « ne pas se reposer tant que nous n'aurons pas demandé des comptes à toutes les personnes qui ont financé, organisé ou participé » aux manifestations.

## Questions et enjeux
En septembre 2022, l'APF a indiqué qu'il prévoyait d'ouvrir la première phase de la structure à la fin de l'année 2023. Le DTF a estimé qu'il avait retardé le projet d'au moins un mois et demi.

### Accusations de terrorisme intérieur
Après les arrestations de décembre, au cours desquelles des manifestants ont été accusés de terrorisme intérieur, d'autres manifestants arrêtés en janvier ont également été accusés de terrorisme, ce qui porte à 20 le nombre total de personnes inculpées. Le 6 mars 2023, il a été signalé que 23 personnes qui avaient jeté des pierres, des briques, des cocktails Molotov et des feux d'artifice sur la police, et qui avaient mis le feu à des bâtiments et à des équipements, avaient été inculpées de terrorisme intérieur. Seules deux d'entre elles étaient originaires d'Atlanta. L'un d'entre eux venait de France et l'autre du Canada,,,,.
C'est la première fois que la loi de l'État est utilisée de cette manière. Les juristes, les groupes de contestation et les autorités locales et étatiques s'intéressent aux précédents que cela créera pour le traitement d'affaires similaires à l'avenir. Les partisans de cette approche affirment qu'elle dissuadera les comportements criminels, tandis que ses détracteurs estiment qu'elle est excessive et qu'elle pourrait étouffer les protestations légitimes.
En mars 2023, plusieurs groupes de défense des droits de l'Homme ont cosigné une lettre indiquant que « l'application de la loi sur le terrorisme intérieur » à l'encontre de 19 des 35 manifestants arrêtés en mars 2023 "est une tactique d'intimidation et une mesure draconienne qui semble destinée à étouffer les activités protégées par le premier amendement". Parmi ces groupes figurent Amnesty International, Human Rights Watch, la National Lawyers Guild et le Center for Constitutional Rights.

### Réactions
En février, des étudiants de l'université Emory, du Morehouse College, du Spelman College et d'autres établissements ont adressé une pétition à leurs écoles pour dénoncer le centre de formation. Christopher M. Carr, le procureur général de Géorgie, a défendu les accusations de terrorisme portées contre les manifestants.